# Fort Saint-Jean
Il Fort Saint-Jean è una fortificazione costruita nel 1660 da Luigi XIV di Francia e che si trova all'ingresso del Vieux Port della città di Marsiglia, di fronte al Fort Saint-Nicolas che si trova sul lato opposto del porto. 
Commentando la loro costruzione, Luigi XIV disse: 
(Luigi XIV di Francia)
In verità, più che per la difesa della città, i due forti vennero costruiti in risposta ad una rivolta contro il governatore locale, tanto che i loro cannoni erano rivolti verso l'interno della città e non verso il mare.
Durante la costruzione del forte vennero incorporati nella struttura un edificio preesistente del XII secolo di proprietà dei Cavalieri Ospitalieri, che fungeva da ospizio monastico durante le Crociate, e una torre del XV secolo fatta edificare da Renato d'Angiò.
Durante la Rivoluzione francese il forte venne utilizzato come prigione e vi vennero imprigionati Luigi Filippo II, duca di Orléans, e due dei suoi figli, Luigi Carlo, conte di Beaujolais, e Antonio Filippo, duca di Montpensier.
Fino alla metà del 1960, quando la Legione straniera era dislocata quasi interamente in Africa, per le reclute destinate alla formazione di base in Algeria il forte era l'ultimo punto di sosta in terra francese.

## Galleria d'immagini

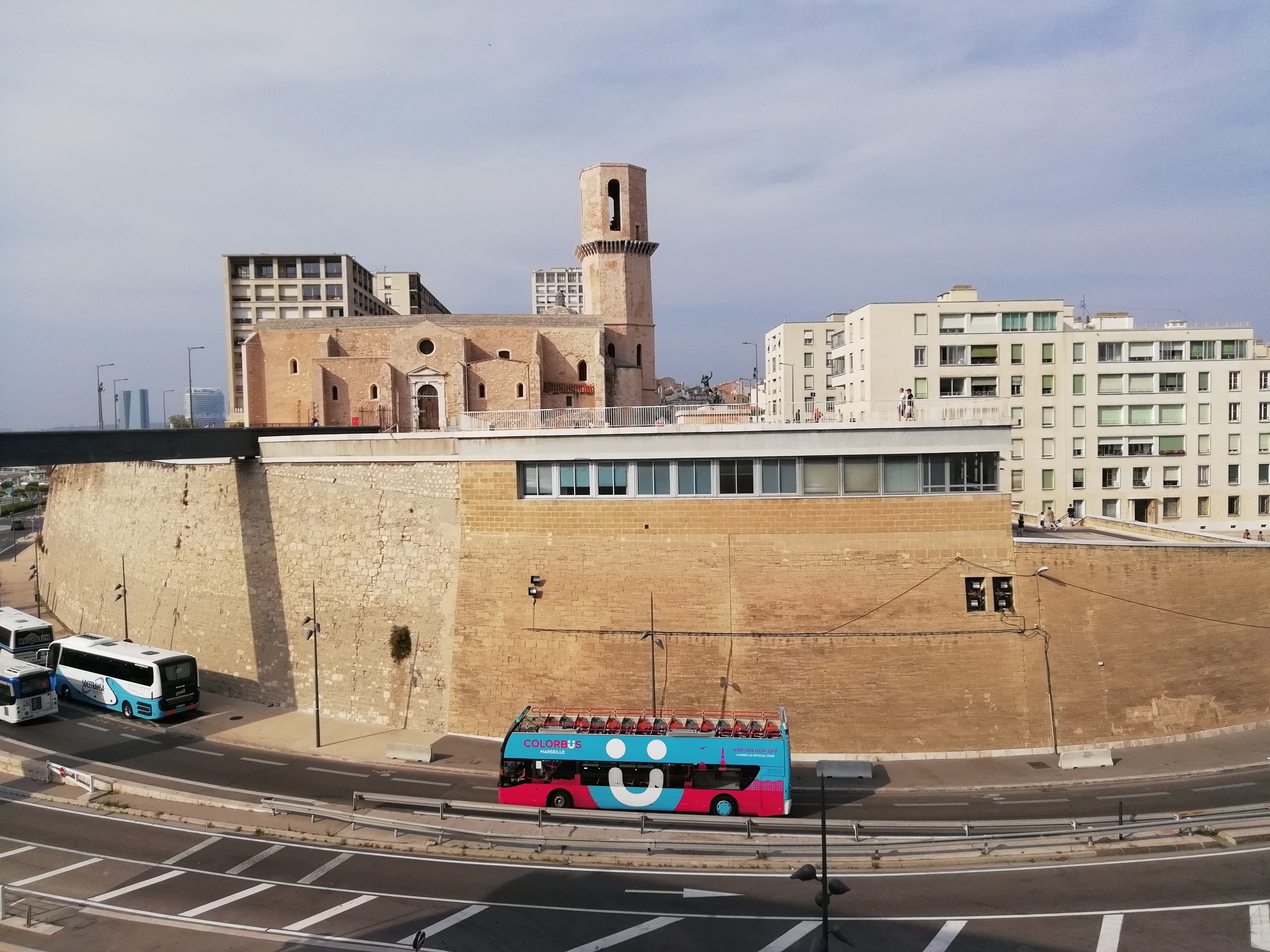
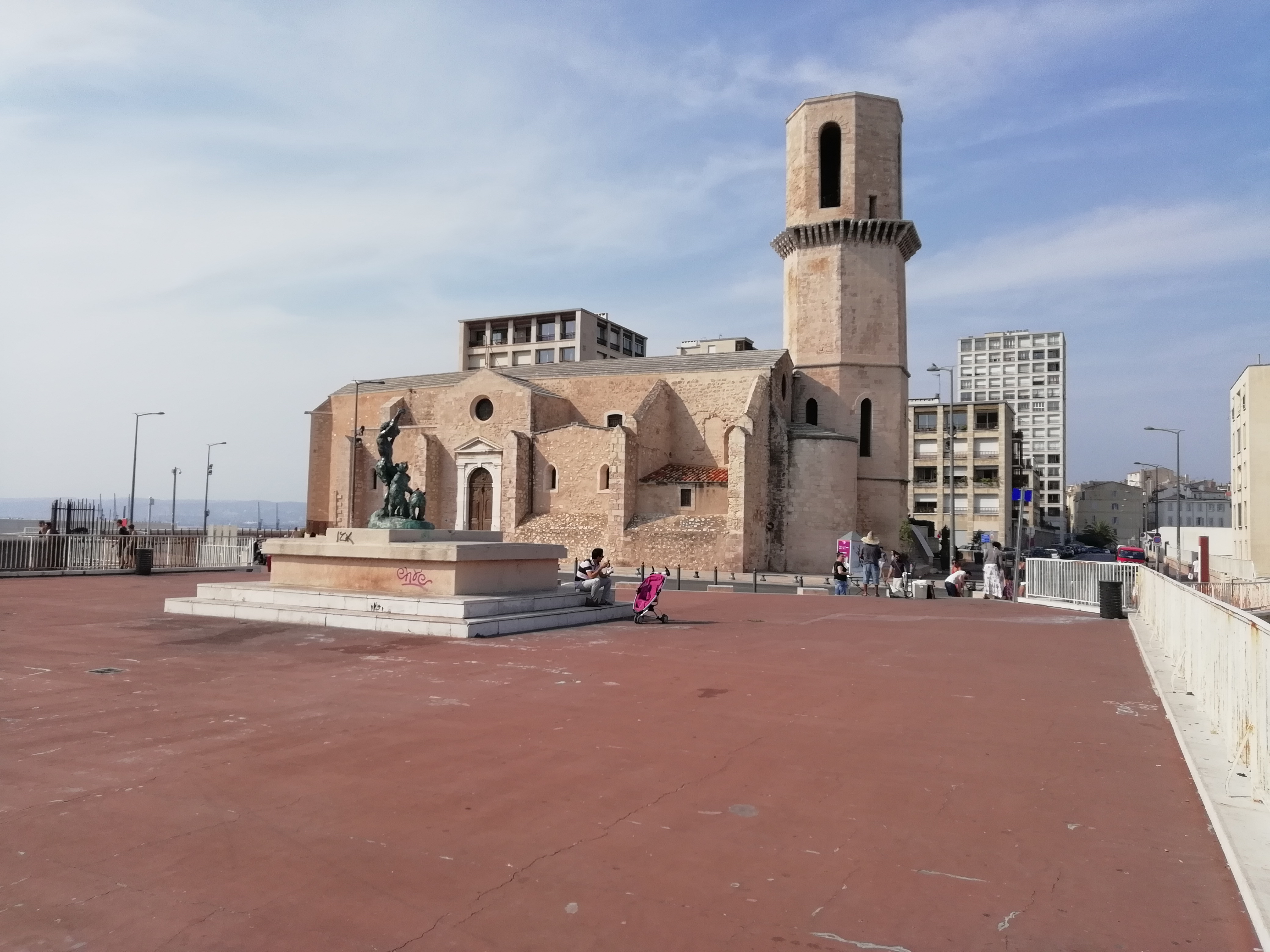
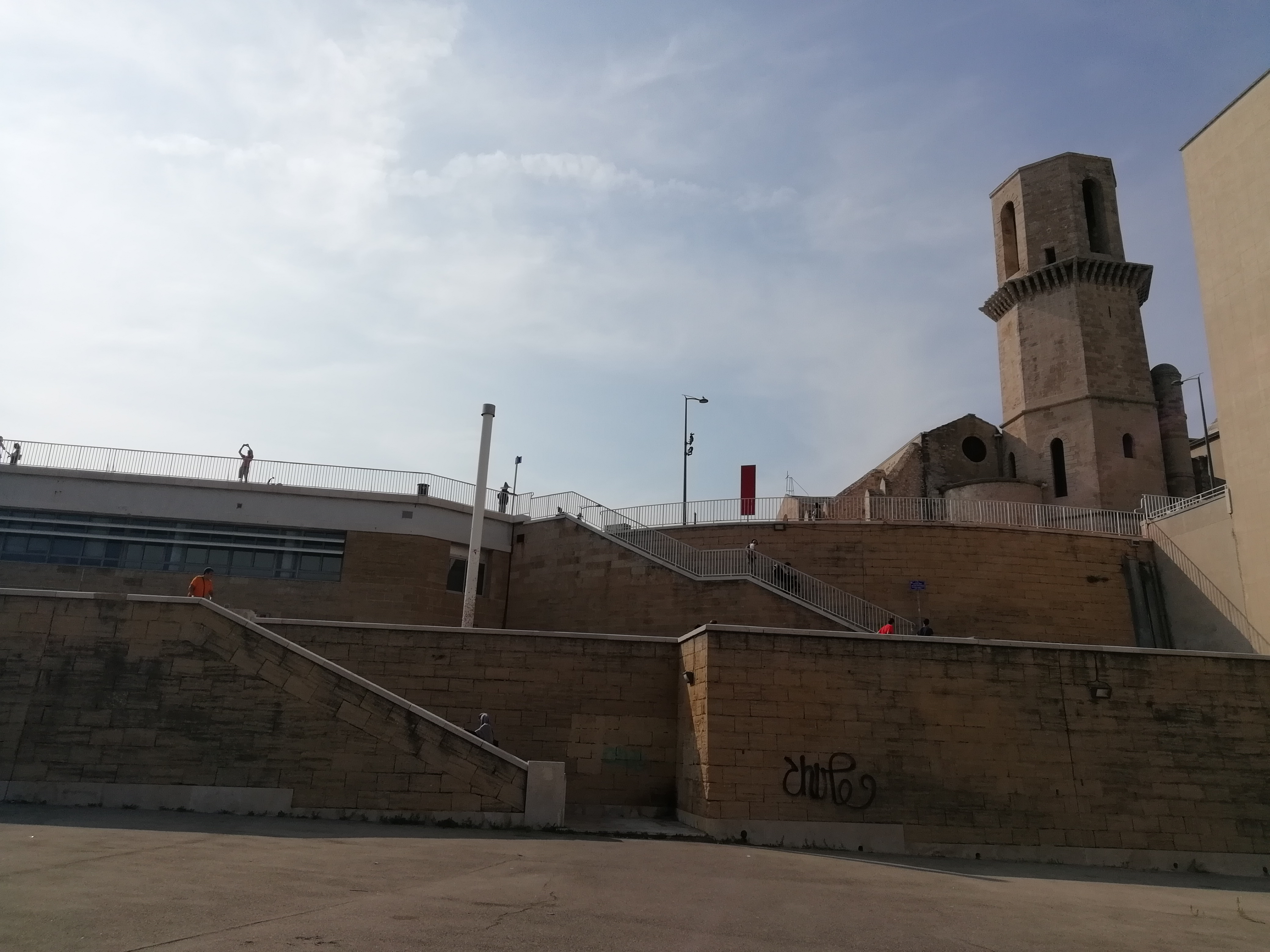